# Chase Atlantic
Chase Atlantic és un grup de música sorgit a Austràlia l'any 2011. Aquest estava format pels germans Mitchell i Clinton Cave, vocalista principal i guitarra respectivament, junt al seu íntim amic Christian Anthony al baix.
El seu gènere el situaríem en Hip-Hop amb bases de Trap sobretot als inicis de la banda, sols que ells mateixos destaquen trobar-s'hi influenciats pel R&B, alternative pop i pop rock a més d'aquests.Iniciaren combinant "beats" i sons propis d'aquests gèneres quan eren tan sols adolescents, i a poc a poc anaren introduint elements del seu estil propi que avui dia tant els caracteritza. Començaren publicant vídeos a Youtube els dos germans i més endavant s'incorporà Christian, amb el qual temps després, al 2014, publicaren el seu primer àlbum "Dalliance" i diríem que es produeix el seu naixement oficial. Al 2015 firmarien amb MDDN i traurien el seu segon single "Obsessive", i seguidament d'aquest, al mateix any vindria el segon àlbum "Nostalgia" el qual incloïa el senzill que els llençà a major fama i un públic més ampli, Friends.
Es caracteritzen per unes lletres explícites sense cap mena de censura i es dediquen a normalitzar les malalties mentals o temes tabú que resulten ser comuns a la joventut de hui dia no de manera romantitzada com els sembla a molts, sinó més crítica però visual i donant veu a la freqüència en què es troben a la vida diària sobretot per motius d'evasió i altres situacions dels famosos amb problemes a més de les persones amb vides quotidianes.
Ells mateixos han citat textualment la importància que li donen a la producció, la base de la seua identitat amb les paraules de Mitchel "Per a nosaltres, la producció és allò més important. És l'element més crític de la creativitat. Nosaltres ens pressionem a veure fins on podem arribar cada dia, ja siga produint o jugant. Realment hem trobat la nostra identitat aquest últim any", i així consta des del 2018, a una de les moltes entrevistes posteriors al EP Part One, Part Two i Part Three.

## Història
El primer EP, Dalliance sorgí de manera autònoma, pel seu mateix compte sense productora que firmara amb ells. Contenia les cançons: Anchor Tattoo, Gravity, Hold your breath, Run away i Gravity (So Much Higher Remix). El trio treballà per a un projecte univeritari de Clinton treballant el seu so i estils preferits i que en aquell moment més els definien. Amb el senzill "Meddle About", d'uns mesos després, van augmentar la seua popularitat i oients. Seguidament, Nostalgia sorgit al 2015, es va tractar d'un segon EP que, a més de contindre el senzill mencionat anteriorment, contenia la cançó "Friends", la cançó que els llençà a un públic més ampli, donant-los un nom i fent-los aparèixer en moltes més plataformes. Açò feu que els germans Madden posaren l'ull en aquest nou grup, de manera que firmaren amb la companyia MDDN.
Així fou com començaren a treballar en el seu tercer EP, anomenat Paradise però ara sota una discogràfica. El primer single de Paradise, "Obsessive" va crear expectació entre tots els fans, però per problemes hagueren de retrasar el seu llançament fins 2018 i deixà pas a que el tercer EP fora "Part One".. "Part One" fou publicat en firmar amb la Warner Bros, com un signe d'oficialitat del contracte de 2017 i, aquesta seria la que els portaria a realitzar el seu debut oficial amb l'album Chase Atlantic aquest mateix any, després de publicar "Part Two" i "Part Three" pocs mesos després i amb poc de temps de diferència com una mena de promoció fins treure l'àlbum complet el 7 d'octubre de 2017.
Aquest àlbum no era una recopilació dels EPs anteriors, sinó que contenia sis que formaven part de les ja publicades i huit de noves que ningú havia escoltat abans, aconseguint milers de streams per primera vegada i realitzant la seua primera gira als Estats Units junt a una altra més petita a Austràlia.
És un fet que en 2018 ja eren un grup consolidat que obria concerts, gires, shows i es tenia en compte per a molts events com festivals com Bonaroo i Vans Warped Tour. Aquest mateix any i gràcies a l'estabilitat aconseguida decidiren independitzar-se abandonant la Warner Bros Records, iniciant un World Tour amb un cartell junt als noms de Cherry Pools, Xavier Mayne i R I L E Y. Tocaren cançons noves que formarien part del seu EP posterior anomenat Don't Try This, del 2019 i posterior al ja publicat Paradise oficialment. En 2019 anunciaren el seu PHASES TOUR a Nord-amèrica degut al llençament del segon àlbum.

### Actualitat
Actualment, la seua última producció és l'àlbum Beauty in Death, del 2021 i sobre el qual es troben realitzant una gira a EUA a més d'haver publicat al 2020 els senzills Hit My Line junt a PLVTINUM, seguidament OUT THE ROOF, MOLLY, SLIDE ja d'aquest any i per acabar EMPTY. A més, els més recent i un que es va viralitzar gràcies a l'app TikTok, és OHMAMI, que ha donat pas a un major descobriment de la banda i a la publicació d'ESCORT com a últim llençament a més del remix.

## Discografia

### Senzills
- ESCORT (2021)
- OHMAMI (with Maggie Lindemann) (2021)
- OHMAMI (2021)
- EMPTY (2021)
- SLIDE (2021)
- MOLLY (2020)
- OUT THE ROOF (2020)
- Hit My Line (2020)
- Tidal Wave (2018)
- Numb to the Feeling (2018)
- Obsessive (2016)
- Meddle About (2014)

### EPs
DON'T TRY THIS (2019)
- WHAT YOU CALL THAT
- YOU TOO.
- LIKE A ROCKSTAR
- DEVILISH
- GREENGREENGREEN
- LUST

Part Three (2017)
- Drugs & Money - New Mix
- Keep it Up
- 23

- No Friends (feat. ILOVEMAKONNEN & K Camp)

Part Two (2017)
- Triggered
- Cassie
- Why Stop Now

Part One (2017)
- Right Here
- Into It
- Church

Paradise (2016)
- Paradise
- Slow Down
- Moonlight
- Obsessive
- Falling

Nostalgia (2015)
- Roxanne
- Vibes
- Meddle About
- Talk Slow
- Friends

Dalliance (2014)
- Anchor Tattoo
- Gravity
- Hold Your Breath
- Run Away
- Gravity (So Much Higher Remix)

### Àlbums
BEAUTY IN DEATH (2021)
- PARANOID
- PLEASEXANNY
- OUT THE ROOF
- SLIDE
- BEAUTY IN DEATH
- PLEASE STAND BY
- ALEYUH
- MOLLY
- CALL ME BACK
- I THINK I'M LOST AGAIN
- EMPTY
- WASTED

PHASES (2019)
- INTRO
- ANGELS
- PHASES
- LOVE IS (NOT) EASY
- NO RAINBOWS
- HEAVEN AND BACK
- STUCKINMYBRAIN
- EVENTHOUGH I'M DEPRESSED
- TOO LATE
- I NEVER EXISTED
- I DON'T LIKE DARKNESS

CHASE ATLANTIC (2017)
- Into it
- Cassie
- The Walls
- Dancer in the Dark
- Consume
- Swim
- Triggered
- Ozone
- Keep It Up
- Angeline
- Okay
- 23
- Drug & Money
- Uncomfortable

## Videoclips
Si en parlem de manera tècnica del seu estil de videoclips, parlem d'obres o produccions audiovisuals bastant treballades i amb dedicació. Igual que li donen major importància a la producció de les seues cançons, també és evident l'estètica que segueixen als seus videoclips, fidels al seu estil i molt personals i característics, acordes amb les lletres i situacions desitjades a representar.
Mostren en abundància espais foscos i misteriosos, amb colors freds i sobretot morat com si fossi el seu segell. Solen ser videoclips sobre ells mateixos com a banda, és a dir, més descriptius que narratius, amb imatges d'ells coma músics, tocant o simplement cantant la cançó, tot i que en algunes excepcions, si que veiem produccions audiovisuals que expliquen la història narrada a la lletra de la cançó i, en tots aquests no veiem cap evasió dels tabús, és a dir, si a la mateixa lletra fan al·lusió a les drogues, en el videoclip les mostren sense romantització, com un element més normal del que pareix. Solen intercalar imatges narratives i descriptives, creant així videoclips mixtos amb elements potents visualment i atractius.